# Carnevale romantico
Carnevale romantico (Cameo Kirby) è un film del 1930 diretto da Irving Cummings. La sceneggiatura si basa su Cameo Kirby, lavoro teatrale di Booth Tarkington e Harry Leon Wilson andato in scena a Broadway il 20 dicembre 1909.

## Produzione
Il film fu prodotto dalla Fox Film Corporation.

## Distribuzione
Il copyright del film, richiesto dalla Fox Film Corp., fu registrato il 30 novembre 1929 con il numero LP924. Distribuito dalla Fox Film Corporation e presentato da William Fox, il film uscì nelle sale cinematografiche USA il 12 gennaio 1930.